# 獨立台灣會案
獨立台灣會案，又稱獨台會案，發生於1991年5月9日，中華民國法務部調查局以加入獨立台灣會為由，進入國立清華大學拘捕清大歷史研究所碩士生廖偉程，並於同日逮捕臺大社會學研究所畢業的文史工作者陳正然、社運人士王秀惠及原住民傳教士Masao Nikar（漢名林銀福），且又於兩天後逮捕一名協助貼傳單的魯凱族青年Cegau Drululan（漢名安正光）。若依當時的《懲治叛亂條例》與《中華民國刑法》第一百條的內亂罪，五位被捕人有可能被求處唯一死刑。事發後政府被認為嚴重侵犯《中華民國憲法》保障的言論自由，激起強烈民憤並在台灣引發一連串的的政治抗爭。最終立法院於龐大民意壓力下火速通過修改《中華民國刑法》第一百條，廢止《懲治叛亂條例》，其後五名被捕人亦獲判無罪釋放。

## 經過
1991年5月9日凌晨，法務部調查局幹員進入國立清華大學，拘提清大歷史研究所碩士生廖偉程；同日，逮捕國立臺灣大學社會學研究所畢業的文史工作者陳正然、社會運動參與者王秀惠與傳道士林銀福，指稱上列四人接受旅居日本的台灣獨立運動者史明資助在台灣發展獨立台灣會（獨台會）組織。並於5月11日逮捕協助林銀福張貼獨台會文宣的安正光。但事實上，被捕的五人從未有過訴諸暴力的實際行動，不過是閱讀史明的著作《台灣人四百年史》，並曾赴日本拜訪史明，回台後協助獨台會製作、散發相關文宣。
1991年12月3日，台灣高等法院依《中華民國刑法》第一百條第二項進行判決——判處廖偉程無罪；安正光有期徒刑十個月，緩刑三年；陳正然、王秀惠與林銀福等人各依預備內亂罪嫌，判處三年至一年六個月徒刑。
1992年5月18日，修正後的《中華民國刑法》第一百條生效，刪除陰謀叛亂罪處罰，獨台會案發回更審。
1992年7月27日，因廖偉程等人行為未違反修正後的《中華民國刑法》第一百條，全案改判免訴。

## 影響
由於1991年5月1日動員戡亂時期已經被宣佈終止，台灣內部在政治上與思想上歷經1990年的二月政爭與三月學運，已呈現開放多元；而且解嚴後調查局幹員在未知會清大校方的情況下突然進入學校逮捕學生的行為，引發台灣社會與大學校園劇烈反彈。1991年5月9日，清大學生到調查局台北市調查處靜坐抗議；1991年5月14日，勞動黨中央黨部發布〈反對新白色恐怖聲明〉，抨擊李登輝政府「（守舊派李登輝之）獨台政府逮捕台獨青年，是虛偽的表現」，主張立即無條件釋放涉嫌的四人；1991年5月15日，來自全國各大學的學生罷課並且於台北車站進行靜坐抗議活動，要求「廢除懲治叛亂條例、反對政治迫害」，直到5月20日才撤離；1991年5月17日，立法院三讀通過廢除《懲治叛亂條例》，而廖偉程、陳正然等四人獲得交保釋放，僅遭羈押不到九天，同日，因涉嫌指揮部屬冒充學生潛入交通大學事件，調查局核准新竹市調查站主任林弘正（林志潔父親）辭職；1991年5月20日，知識界、社運界與民進黨發動「520反政治迫害大遊行」，要求「軍、警、特」退出校園；1991年5月24日，與《懲治叛亂條例》有關的《檢肅匪諜條例》也被廢除；1991年9月，中央研究院院士李鎮源等人成立「一〇〇行動聯盟」，要求李登輝政府廢除《中華民國刑法》第一百條。
獨台會案後，由於言論自由的解禁，校園中以台灣歷史文化研究為名的社團大量成立。當時的社會輿論認為，根本不該抓人起訴判決。一〇〇行動聯盟持續宣傳、推廣他們的理念，串聯《中華民國刑法》第一百條的受難者家屬集合請願，並且舉行了「廢惡法10萬人簽名運動」。在種種的政治折衝下，立法院終於在1992年5月15日三讀通過《中華民國刑法》第一百條修正案，刪除陰謀叛亂罪處罰，在法律上落實思想自由、學術自由與言論自由。只是在國民黨立法院黨團的堅持之下，《中華民國刑法第一百條》沒能被完全廢除。

## 相關作品
2015年，廖建華等人透過flyingV群眾募資平台募集資金拍攝紀錄片《末代叛亂犯》，於5月9日在華山1914文化創意產業園區光點華山電影館首映，史明亦出席首映會。7月24日，全片線上公開。
- 國際橋牌社